# Teatro antiguo de Haut-du-Verger
El Teatro antiguo de Haut-du-Verger es un teatro situado en la comuna francesa de Autun, en el departamento de Saona y Loira.
Fue construido durante el siglo I, ampliado unas décadas después hasta alcanzar un diámetro de 116 m, pero ya aparecía en ruinas hacia el año 270. Descubierto en 1976 gracias a una prospección aérea —todos sus restos están enterrados— y estudiado en profundidad desde 2012, forma parte del adorno monumental de un vasto santuario suburbano al noroeste de la antigua ciudad de Augustodunum. Junto con el teatro romano de Autun, situado intra muros, es el segundo teatro del mismo tipo de la ciudad.

## Ubicación

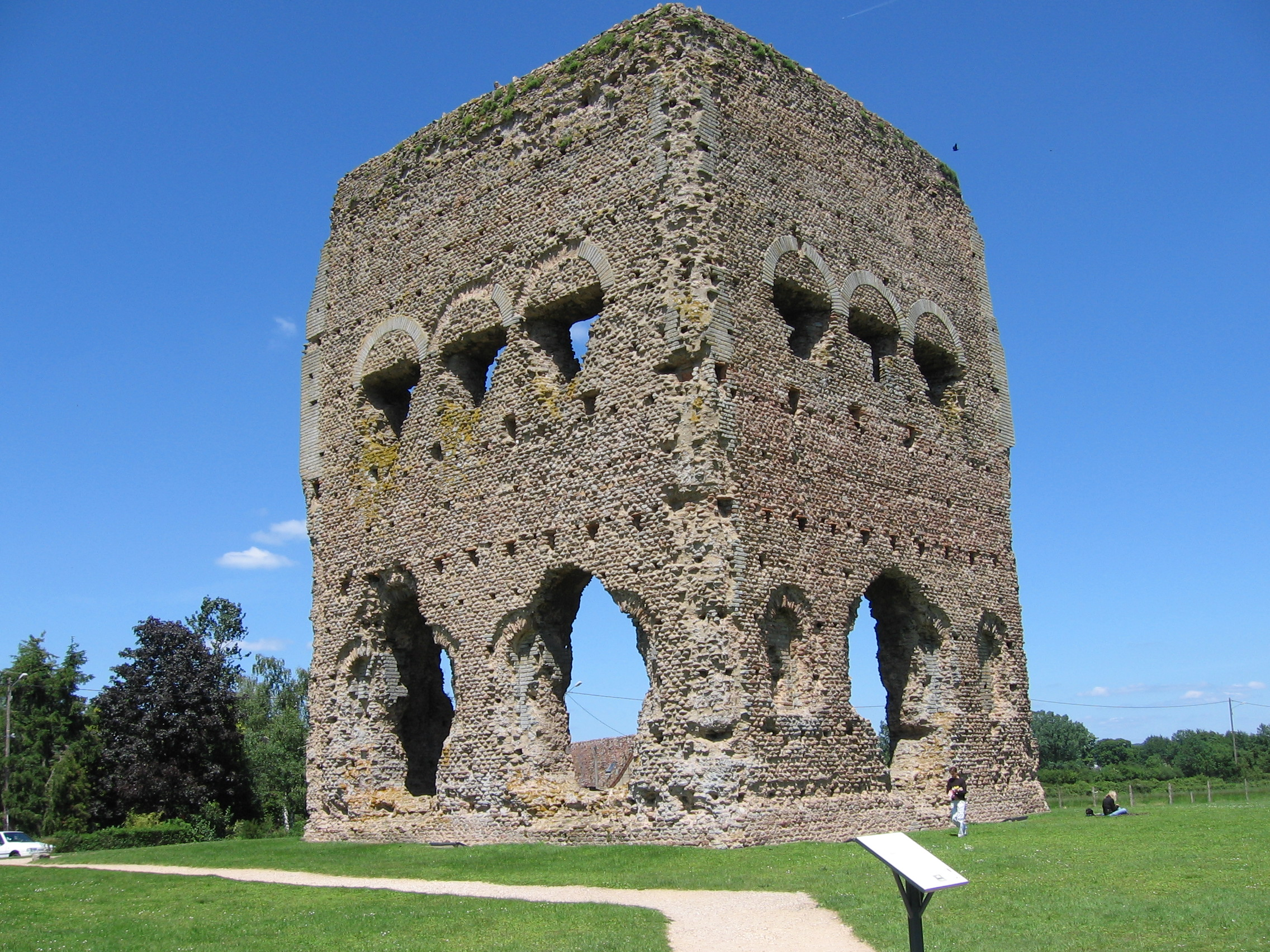
Templo de Jano.

En el distrito moderno de La Genetoye, al noroeste de la antigua ciudad de Augustodunum, se extiende sobre unas 45 hectáreas un vasto conjunto monumental, identificado como santuario suburbano, en la confluencia del río Arroux y el Ternin. Está atravesado por la antigua calzada que, saliendo de Augustodunum por la Puerta de Arroux, se dirigía hacia Orleans y Bourges.
Limitado de norte a este y al sur por los dos ríos, y al oeste por un canal del siglo I que los une, este santuario monumental cuenta con una red estructurada de callejuelas. Una de ellas pasa por delante del teatro, Incluye el teatro Haut-du-Verger al norte, el templo de Jano en el centro, un barrio artesanal entre y alrededor de estos monumentos y una necrópolis en su extremo sur..
La existencia de dos teatros antiguos —el teatro romano de Autun intra muros y el teatro Haut-du-Verger extra muros para Augustodunum— no es infrecuente en las ciudades con rango de capital de civitas.

## Descubrimiento

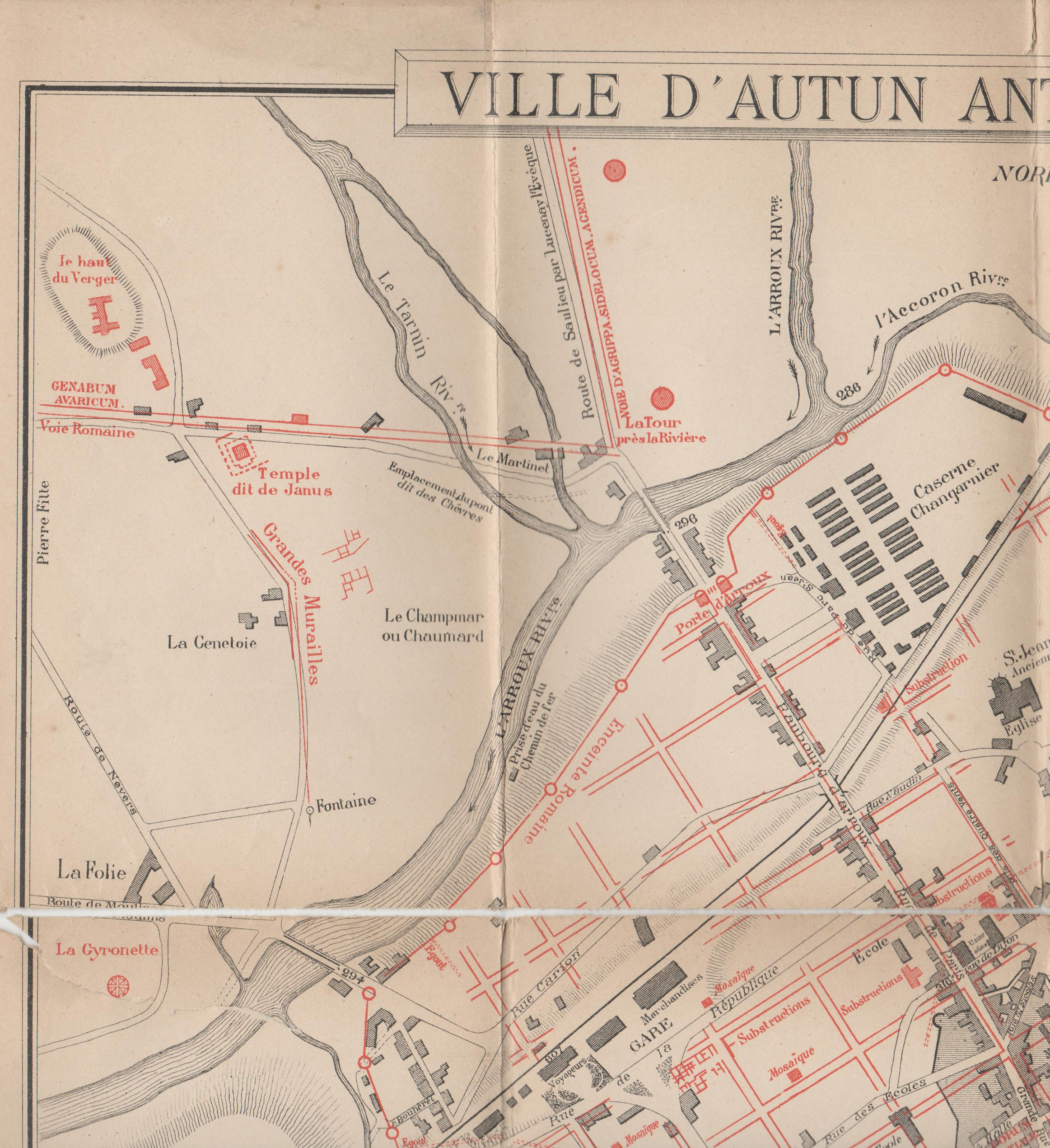
Mapa publicado en el libro de Harold de Fontenay Autun et ses monuments en 1889, detalle de la Genetoye.
Solo se muestran la calzada romana, el templo de Jano y la torre Gyronette.

La existencia de monumentos antiguos en el distrito de Genetoye está demostrada desde hace mucho tiempo, ya que el templo de Jano sigue en pie y el mausoleo de Gironette, que marcaba el emplazamiento de una necrópolis al sur, se conoce gracias a un estudio realizado en el siglo XIX por Jean Roidot-Déléage, el descubrimiento del teatro de Haut-du-Verger es reciente. Se debe a la prospección aérea llevada a cabo en 1976 por René Goguey: la sequía que asoló la época reveló la huella del teatro en la vegetación de una pequeña loma.
En la Edad Media, parece que se construyó un dispositivo para cruzar el canal que marcaba los límites del antiguo emplazamiento utilizando bloques recuperados de las ruinas del teatro.

### Un monumento que se aparta de los «cánones» clásicos
La cávea del teatro es perfectamente semicircular. Sin embargo, ciertas disposiciones de sus gradas llevan a excluir el teatro Haut-du-Verger del grupo de los teatros romanos clásicos, desde un punto de vista arquitectónico. También se utiliza el término «edificio escénico de tipo galorromano». Este tipo de monumento, que combina las características de un anfiteatro romano con las de un teatro romano antiguo, y cuya denominación (anfiteatro o teatro) sigue siendo objeto de debate, solo se encuentra en la Galia, y principalmente, como en La Genetoye, en conjuntos monumentales rurales o suburbanos.
En su configuración monumental, el teatro mide 116,54 m de diámetro con una profundidad de 70,56 m, aproximadamente el mismo tamaño que el teatro antiguo de Viena, cuya capacidad se estima en 13 000 plazas. La anchura de su orchestra es de 24,55 m, pero la arquitectura de su escenario es muy poco conocida.
El diseño de los muros sigue suscitando dudas: es posible que grandes pilares soportaran todo el peso de las estructuras superiores, con tabiques más ligeros entre ellas, como en el teatro de Marcelo de Roma. El muro frontal del teatro, que rodea la cávea, tiene un grosor aproximado de 3 m y es posible que estuviera decorado con una serie de arcadas. Los pisos inferiores de su cávea estaban especialmente decorados: estaban claramente reservados a los notables de la ciudad. Un añadido tardío, en la esquina sur del teatro, facilitaba la acogida del público procedente del templo de Jano. El agua de lluvia que entraba en el teatro se recogía, canalizaba y drenaba: un pasillo semicircular con un desagüe separa la cávea a dos tercios de su altura; otro desagüe recorre la zona de la parte inferior de las gradas.